# Waiuku
Waiuku est une localité de la région d’Auckland, située dans l’Île du Nord de Nouvelle-Zélande.

## Situation
Elle est localisée à l’extrémité sud du fleuve Waiuku, qui est une branche de l’estuaire du port de Manukau Harbour.
Elle est située à 40 kilomètres au sud-ouest du centre de la ville d’Auckland, et à 12 kilomètres au nord de l’embouchure du fleuve Waikato.

## Activités économiques
La ville sert de support local pour les fermes et est la résidence de nombreux employés de la société New Zealand Steel (en) située à Glenbrook, à 4 kilomètres au nord-est.

## Gouvernance
C’était une partie du district de Franklin avant qu’il ne soit aboli en 2010.
La plus grande partie de la ville est maintenant dans les limites du Conseil d'Auckland en balance avec la zone dépendant du Conseil du district de Waikato.

## Histoire

### Histoire pré européenne
Le nom en langage maori de Waiuku vient d’une légende avec deux frères importants, Tamakae et Tamakou, qui en vinrent aux mains pour une magnifique cheftaine de haut rang nommée Waikato. Tamakae était cultivateur et Tamakou l’orateur. Tamakou fut le premier à la rencontrer mais elle réclama que Tamakae lui soit présentée. Il travaillait dans le jardin de kumara et allait se laver dans l’eau du uku (un type particulier de glaise) au niveau du ruisseau, qui s’écoule dans le port de Manukau, juste derrière le musée de Waiuku. Tamakae gagna son cœur et l’épousa. À cause de cela, la place fut nommée Waiuku. Waiuku tira son existence de son port qui aux environs des années 1840, était sur l'importante route commerciale entre Auckland et la zone agricole de la plaine de Waikato. C’était aussi le terminal d’un ancien chemin de portage maori  allant du fleuve Waikato au port de Manukau.

### Histoire initiale de la colonisation européenne
Waiuku fut marquée par le Gouvernement pour devenir une ville en 1851.
Durant les guerres de Waikato (1863–1864), Waiuku devient une frontière marquée par une palissade gardée par un fortin.
La guerre de Waikato terminée, le trafic responsable du développement initial de la ville était lié au fait que c’était un poste commercial.
Waiuku grandit ensuite comme un centre agricole sous l’administration d’un road board et en 1914 devint une ville de district distincte.
Elle fut constituée en borough en 1955, et ensuite fusionnée dans le Conseil du district de Franklin en 1988.
Un développement important de la ville fut poussé par le Gouvernement et établit à partir du milieu des années 1960, lors du premier plan de l’industrie du métal de la Nouvelle-Zélande au niveau de Glenbrook pour convertir les sables métallifères, prélevés à partir des sables noirs déposés au niveau de Waikato Heads, en fer.
Après de nombreux changements de propriétaires et de noms, la compagnie est retournée au nom initial de New Zealand Steel (en) et c’est actuellement une division de la société BlueScope Steel d'Australie.
La compagnie continue d'être un employeur majeur dans la ville et elle possède une grande influence.

## Attractions
- Le pub local, appelé The Kentish Hotel (en) est l’hôtel ayant gardé en continu la plus longue licence de la Nouvelle-Zélande[2].

Il fut construit par un des premiers colons européens au niveau de Waiuku, dans Edward Constable, initialement en 1851 comme une auberge.
Sa présence peut toujours être retrouvée dans le nom du pub (car il était du Kent au Royaume-Uni), et la rue qui passe devant le pub, s’appelle Constable Road.
Le Kentish, avec sa véranda ornée, fournit un point historique central pour la ville et pour la réserve de Tamakae située à proximité.
- À l'entrée de la réserve se trouve une statue marquante de Tamakae, sculptée à partir de troncs de kauri.

Les troncs furent trouvés durant les travaux d’excavation de la société New Zealand Steel et donnés à l’iwi (tribu) locale des Ngati Te Ata.
La réserve a aussi un petit village historique avec plusieurs bâtiments restaurés, comprenant la maison Hartmann, datant des années 1886, fonctionnant maintenant comme un studio local consacré à l’artisanat nommé « Pollock Cottage » (1890), « Waiuku Jail » (1865) et « The Creamery » (1890).
Le musée proche de Waiuku a un secteur consacré à la mémoire coloniale avec des artefacts maoris, un vieux bateau de navigation à la voile et des photographies historiques.
Un chemin du patrimoine autour de la ville met en évidence d’autres sites d’intérêts historiques de Waiuku comprenant l’église méthodiste Wesley Church (1883), à partir de laquelle les visiteurs peuvent avoir une vue panoramique sur toute la ville d'Waiuku et la réserve de front de mer.
- Les attractions du voisinage comprennent les sables noirs de la plage de la West Coast de plage de Karioitahi (en) et le chemin de fer du patrimoine de Glenbrook (en).
- Plusieurs cafés et restaurants sont maintenant ouverts lors des week-ends.

Un nombre croissant de magasins de Waiuku sont aussi ouverts plus longtemps le samedi et de nombreux dimanches, avec une grande variété de boutiques de mode et d’antiquité, un boucher/poissonnier traditionnel, un magasin de matériel et un magasin de meubles solides artisanaux, faits à la main et même un fabricant de chocolats et de glaces.
Un marché vegan et artisanat est également présent.

## Association de football
Waiuku est le siège du club Waiuku AFC (en), qui est en compétition dans le cadre du Lotto Sport Italia NRFL Division 2 (en).

## Éducation
Il y a de nombreuses écoles dans le secteur autour de Waiuku, dont :
- le Collège de Waiuku[3], qui est l'école secondaire locale,
- l'école Primaire d'Aka Aka,
- l'école de Glenbrook,
- l'école de View Road,
- l'école primaire de Waiuku[4].
- l'école Primaire de Pukeoware
- l'école de Waipipi[5].

## Population
Selon le recensement de 2013 en Nouvelle-Zélande 8 202 personnes habitaient régulièrement à Waiuku.
Il y avait 3 033 logements occupés en 2013 dans la ville.
Les statistiques suivantes sont tirées du recensement de 2006 en Nouvelle-Zélande :
26,2 % des personnes ont moins de 15 ans dans le secteur de Waiuku, comparé aux 22,7 % pour l’ensemble de la région d’ Auckland.
13,5 % des habitants de Waiuku étaient âgés de 65 ans ou plus, comparé aux 9,9 % de la région d’Auckland.
Ceci doit être comparé à 2001, quand 11,4 % des personnes à Waiuku avaient plus de 65 ans pour 12,1 % sur l’ensemble de la Nouvelle-Zélande.
34,5 % des personnes de plus de 15 ans à Waiuku avaient une qualification, comparé avec les 42,5 % de personnes à travers la région d’Auckland.
Dans Waiuku, 31,0 % des personnes âgées de 15 ans ou plus n'avait aucune qualification formelle, comparé avec les 20,3 % pour la région d'Auckland dans son ensemble.
Ceci est aussi à comparer avec 2001, quand 26,6 % des personnes âgées de 15 ans ou plus dans le secteur de Waiuku avait une qualification post-scolaire, comparé avec les 32,2 % de l'ensemble de la Nouvelle-Zélande.
La constitution ethnique de Waiuku est formée de 75,6 % d'européens, 17,7 % de Maoris, 3,6 % de personnes d’origine du Pacifique, 3,6 % d’asiatiques, 0,3 % venant du Moyen-Orient ou de Latino-Américains/Africains et 11,0 % d’une autre ethnie.
Dans la région d’Auckland, le recensement de 2006 montrait une répartition des ethnies suivante : européens 56,5 %, Māoris 11,1 %, personnes du Pacifique 14,4 %, asiatiques 18,9 %, moyen orient/Latino-américains/Africains 1,5 %, et autres ethnies 8,1 %.
Par contraste, en 2001, 86,2 % des habitants de Waiuku disaient appartenir à un groupe ethnique européen, comparés avec les 80,1 % de l’ensemble de la Nouvelle-Zélande.
En termes de lieu de naissance, 20,7 % des habitants de Waiuku étaient nés outre-mer, comparés avec les 37,0 % pour la région d’Auckland, et parmi les personnes nées outre-mer, vivants dans la zone de Waiuku en 2006, le lieu de naissance le plus fréquent était le Royaume-Uni et l’Irlande, comparé aux asiatiques pour l’ensemble de la région d’Auckland.
L’anglais est la langue parlée la plus fréquemment à Waiuku et virtuellement par l’ensemble de la population.
Selon le recensement de 2006, 3,6 % des habitants de Waiuku parlaient maori, comparé avec les 2,7 % des personnes de la région d’Auckland.
Le langage des signes de Nouvelle-Zélande est utilisé par 0,4 % des personnes à Waiuku, comparé avec les 0,6 % pour l’ensemble de la région d’Auckland.
87,6 % des habitants de Waiuku ne parlent qu’une langue, comparée avec les 70,7 % des personnes de l’ensemble de la région d’Auckland.
Les revenus médians des personnes de plus de 15 ans à Waiuku étaient de 24 500 $.
Ceci est à comparer avec les 26 800 $ pour l’ensemble de la région d’Auckland.
42,4 % des gens âgés de plus de 15 ans à Waiuku ont un revenu annuel de 20 000 $ ou moins, comparé avec les 40,9 % des personnes de l’ensemble de la région d’Auckland.
Dans Waiuku, 21,3 % des personnes âgées de plus de 15 ans ont un revenu annuel de plus de 50 000 $, comparé avec les 21,6  % des personnes de la région d’Auckland.
En 2001, le revenu médian des habitants de Waiuku était de 19 200 $, comparé avec les 18 500 $ de l’ensemble de la Nouvelle-Zélande.
Le taux de chômage à Waiuku est de 5,0 % pour les personnes âgées de 15 ans et plus, comparé avec les 5,6 % de l’ensemble de la région d’Auckland.
Le plus commun des groupes d’occupation à Waiuku était techniciens et emplois dans le commerce et employés est le groupe le plus fréquent dans la région d’Auckland.
Par comparaison, en 2001, le taux de chômage dans Waiuku était de 6,4 %, comparé avec les 7,5 % pour l’ensemble de la Nouvelle-Zélande.
29,3 % des personnes âgés de plus de 15 ans vivants à Waiuku n’ont jamais été mariés, 49,7 % étaient mariés, et 20,9 % étaient séparés, divorcés ou veufs.
32,3 % des personnes âgés de 15 ans ou plus à Waiuku, qui n’avaient jamais été mariés, vivaient néanmoins avec un partenaire.
Les couples avec enfant représentaient 42,4 % de toutes les familles de Waiuku, alors que les couples sans enfant représentaient 37,4 % de toutes les familles.
Dans la région d’Auckland, les couples avec enfants représentaient 46,3 % de toutes les familles, alors que les couples sans enfants formaient jusqu’à 34,8 %  de toutes les familles. 20,2 % des familles à Waiuku étaient monoparentales, comparées avec les 18,9 % des familles de la région d’Auckland.
A Waiuku, selon le recensement de 2006, 64,8 % des ménages privés occupaient leur propre logement, avec ou sans empreint, alors que pour la région d’Auckland dans son ensemble, 50,7 % des propriétaires privés occupaient leur propre logement avec ou sans empreint.
Selon le recensement de 2006, 88 % des ménages de Waiuku avaient le téléphone, comparés aux 92,6 % des personnes de la région d’Auckland.
57,4 % des ménages dans Waiuku avaient accès à l’Internet, comparés avec les 65,5 % des ménages à travers l’ensemble de la région d’Auckland.
Dans Waiuku, 76,6 % des ménages avaient accès au téléphone mobile, comparés avec les 76,4 % des ménages de la région d’Auckland.
16,0 % des ménages de Waiuku ont accès à 3 ou plus de véhicules, comparés aux 17,7 % de tous les ménages de la région d’Auckland.
L’iwi local des Waiuku ou Mana Whenua de Waiuku sont les Te Iwi o Ngati Te Ata Waiohua.

## Personnalités notables
- Waiuku est la ville du chef de l’équipe de rugby de Waikato, la star, buteur Stephen Donald.

Il joua sa première partie pour les All-Blacks contre l’Angleterre le 14 juin 2008, devenant le premier All-Blacks ayant suivi les cours du collège de Waiuku.
Le 23 octobre 2011, Stephen frappa une pénalité pour la Nouvelle-Zélande pour gagner la Coupe du monde de rugby à XV 8 à 7 contre la France à Eden Park.
Bien que né à Papakura le 3 décembre 1983, Stephen suivit les cours de l’école primaire Sandspit à Waiuku pendant quatre ans, puis ceux du Collège de Waiuku, où son père a longtemps enseigné, avant de passer 7 ans de formation au Collège Wesley.
En l’honneur de sa contribution au gain de la coupe du Monde, Waiuku a donné le nom de son club local de rugby au terrain de Beaver Park.
- Waiuku est la ville de John Campbell Paterson (en), évêque anglican d’Auckland (en) de 1994 à 2010.
- Waiuku est aussi le lieu de naissance de la légende du rugby et ancien joueur des All Blacks Zinzan Brooke, mais il suivit les cours du Collège de Mahurangi.

Il faut noter que les joueurs des All Blacks : Kevin Skinner et Pat Walsh (en) étaient déjà des joueurs adultes accomplis, quand ils rejoignirent Waiuku.
- Le Professeur émérite James Boyer Brown (en) surnommé Mr Oestrogen pour ses travaux à l’université d’Edinbourg et de Melbourne est né à Waiuku le 7 octobre 1919.

Jim, qui faisait partie de l’équipe du “think tank” dirigé par le biologiste Américain et chercheur Gregory Pincus, qui développa la première véritable contraception hormonale (la pilule) et fut ensuite membre de l’équipe de mise au point de la fertilisation in-vitro ou IVF conduit par le Professeur Carl Wood (en), à qui il fournit l’expertise pour le timing du prélèvement des ovules.
Jim, qui rejoignit le département d’obstétrique et de gynécologie du Professeur Lance Townsend à l’ Université de Melbourne en 1962, révolutionna l’utilisation des gonadotrophines pour l’induction sécurisée de l’ovulation en monitorant la réponse ovarienne, ceci éliminant le risque important de grossesses multiples.
Jim fut nommé Membre Honoraire de l’ Ordre d'Australie en 2003 pour ses services pour la science médicale, en particulier pour la recherche clinique pour la santé de la femme et la reproduction et le développement du monitorage ovarien à domicile
- Elsie Locke, aussi nommé Elsie Violet Farrelly, était né à Waiuku, en Nouvelle-Zélande le 17 août 1912.

Elle suivit les cours de l’école supérieure du secteur de Waiuku de 1925 à 1929, où elle fut la seule étudiante de sa classe durant ses deux dernières années.
Elle fut largement connue comme une activiste pacifiste et comme historienne mais fut aussi une révolutionnaire et un auteur à succès dans la littérature pour enfants.
Sa réputation basée essentiellement sur sa série de nouvelles historiques sur le passé de la colonisation de la Nouvelle-Zélande, dont de nombreuses ont été ré-édités.
Suivant les cours de l’université durant la Grande Dépression, elle s’associa avec de nombreuses figures émergentes de la littérature de Nouvelle-Zélande.
Elle devint socialiste à cause de son expérience et son observation de la pauvreté de cette époque.
Son fils est Keith Locke (en), un député du parti des Verts.
- David Aspin (en) fit des compétitions dans la discipline du catch free-style et fut le champion 1974 des jeux du Commonwealth et médaille de bronze en 1970 des jeux du Commonwealth dans la catégorie des poids moyens.

Il fut aussi le porte-bannière de la Nouvelle-Zélande pour la cérémonie d’ouverture des jeux olympiques d’été de 1972 à Munich, et des jeux olympiques d’été de 1976 à Montréal.
- L’Air Vice-Marshal F. H. M. Maynard, CB, AFC, Légion du Merit (US); RAF (retd.); Angleterre était né à Waiuku, le 1er mai 1893.

Il rejoignit le Royal Naval Air Service en 1915 et servit en France et au Royaume unis durant la Première guerre mondiale dans la RNAS et la RAF.
Il fut AOC RAF, méditerranéenne du 26 janvier 1940 au 1er juin 1941; Air Officer in Charge of Administration, RAF Coastal Command, 1941–1944; AOC No. 19 Group, Coastal Command, 1944–1945.
- Un des fondateurs de l'église presbytérienne St Andrew de Waiuku au XIXe siècle fut le capitaine Sir John Makgill.

Makgill, qui arriva avec sa famille à Waiuku en 1882 et établit une ferme appelée Brackmont au niveau de Taurangaruru.
Il augmenta ses possessions jusqu'à environ 2 500 acres, et acheta aussi des terrains au niveau de Orua Bay.
Sir John Makgill décéda à Brackmont le 14 novembre 1906.
Sa femme était Margaret Isabella Haldane, la sœur de Lord Haldane, et leur fils aîné  était George Makgill (en), qui passa l'essentiel de sa vie d’adulte en Ecosse, devenant le 11e baronet de Makgill à la mort de son père.
Un autre fils de John E Makgill continua de gérer la ferme de Taurangaruru, alors qu'un autre fils : Robert Haldane Makgill (en) fut une figure clé dans le développement du système de santé publique de la Nouvelle-Zélande.
Celui-ci fut l’un des premiers officiers de santé de district du pays à l’époque où le gouvernement central gouvernement prit des responsabilités plus grandes dans la santé publique.
Il joua un rôle important durant la pandémie de grippe de 1918 et ses conséquences, en particulier comme :architecte en chef du plus utile héritage de la grippe de influenza de 1918 : le « Health Act. pandemic de 1920 »
(en) Late Sir G. Makgill: autrefois de Waiuku', Waiuku News, 26 octobre 1926,(en) « 'Coming to Waiuku' », Barnacle Bulletin,‎ avril 1995,(en) Heather Makgill and Val Loh, The Pioneering Baronet, Waiuku, 2000, Makgill Family Reunion, 2000,(en) « 'The Makgills of Taurangaruru and Orua Bay' », Peninsularama, no 165,‎ mai 2000, p. 20-1.
Waiuku est le domicile de Stumpy Holmes (en), un pilote de rallye national.
- Ross Ihaka est un professeur associé de statistiques de l'université d'Auckland, qui est reconnu comme co-fondateur du langage de programmation R.

Il reçut la médaille de la Royal Society of New Zealand's Pickering Medal en 2008 pour son travail sur le langage R.
Le langage R est utilisé par environ 250 000 personnes comme base régulière de travail.